# Windpark Königshovener Höhe
Der Windpark Königshovener Höhe befindet sich auf dem Stadtgebiet von Bedburg-Königshoven im Rhein-Erft-Kreis. Er wurde in zwei Bauphasen auf 345 Hektar rekultivierter Fläche des Tagebaus Garzweiler errichtet und befindet sich seit Ende 2015 vollständig in Betrieb.

## Windpark Phase 1 & 2

### Bau
Nachdem im Dezember 2013 der Vertrag zwischen der Stadt Bedburg und der RWE (vormals Innogy) am Kauf der Anteile an der Projektierungsgesellschaft geschlossen worden war, begann der Bau der ersten 12 Anlagen im Februar 2014. Der Standort wurde von der Stadt Bedburg im Flächennutzungsplan als Konzentrationszone für Windkraft ausgewiesen. Die erste Bauphase umfasst dabei 38 MW installierte Leistung. Offizieller Spatenstich für die erste Bauphase war am 31. März 2014. Anfang Oktober 2014 ging die erste Anlage in Betrieb, bis Jahresende waren alle 12 Anlagen der ersten Bauphase fertiggestellt.
Die zweite Bauphase wurde mit dem Spatenstich am 17. April 2015 begonnen, einzelne vorbereitende Arbeiten wurden noch im November 2014 durchgeführt. Die neun zusätzlichen Anlagen sind seit Anfang Oktober 2015 im Probebetrieb, der Regelbetrieb begann Ende 2015. 
Für das gesamte Projekt wurden insgesamt 110 Mio. Euro investiert. Am 24. Februar 2016 wurde mit einem Festakt unter Anwesenheit des nordrhein-westfälischen Umweltministers Johannes Remmel der Windpark feierlich eröffnet.

### Betrieb
Die Stadt Bedburg ist zu 49 % am Windpark beteiligt, während RWE 51 % der Anteile hält. Bedburg rechnet mit Mehreinnahmen von etwa 800.000 Euro pro Jahr.
Im Jahr 2015 wurden 140.000 Megawattstunden Strom erzeugt. Die Anlagen sollen über 3000 Volllaststunden vorweisen. Rechnerisch würden mit dem Strom 58.000 Haushalte versorgt.

## Technische Daten
Die 21 baugleichen Windenergieanlagen vom Typ Senvion 3.2M114 haben eine Nabenhöhe von 143 m und eine Gesamthöhe von 200 m. Insgesamt verfügen sie über eine installierte Leistung von 67,2 MW. Die Windenergieanlagen schließen an das Übertragungsnetz der Amprion an.
| Anlagentyp      | Anzahl | Baujahr | Gesamthöhe | Rotordurchmesser | Nabenhöhe | Leistung | Bemerkungen |
| --------------- | ------ | ------- | ---------- | ---------------- | --------- | -------- | ----------- |
| Senvion 3.2M114 | 12     | 2014    | 200 m      | 114 m            | 143 m     | 3,2 MW   | 1. Bauphase |
| Senvion 3.2M114 | 9      | 2015    | 200 m      | 114 m            | 143 m     | 3,2 MW   | 2. Bauphase |

## Sonstiges
In unmittelbarer Nähe befindet sich ebenfalls auf dem Gebiet von Bedburg liegend in nordwestlicher Richtung der Windpark Bedburg A44n sowie direkt nördlich angrenzend auf dem Stadtgebiet von Jüchen der Windpark Jüchen A44n.